# Meiningenstrom

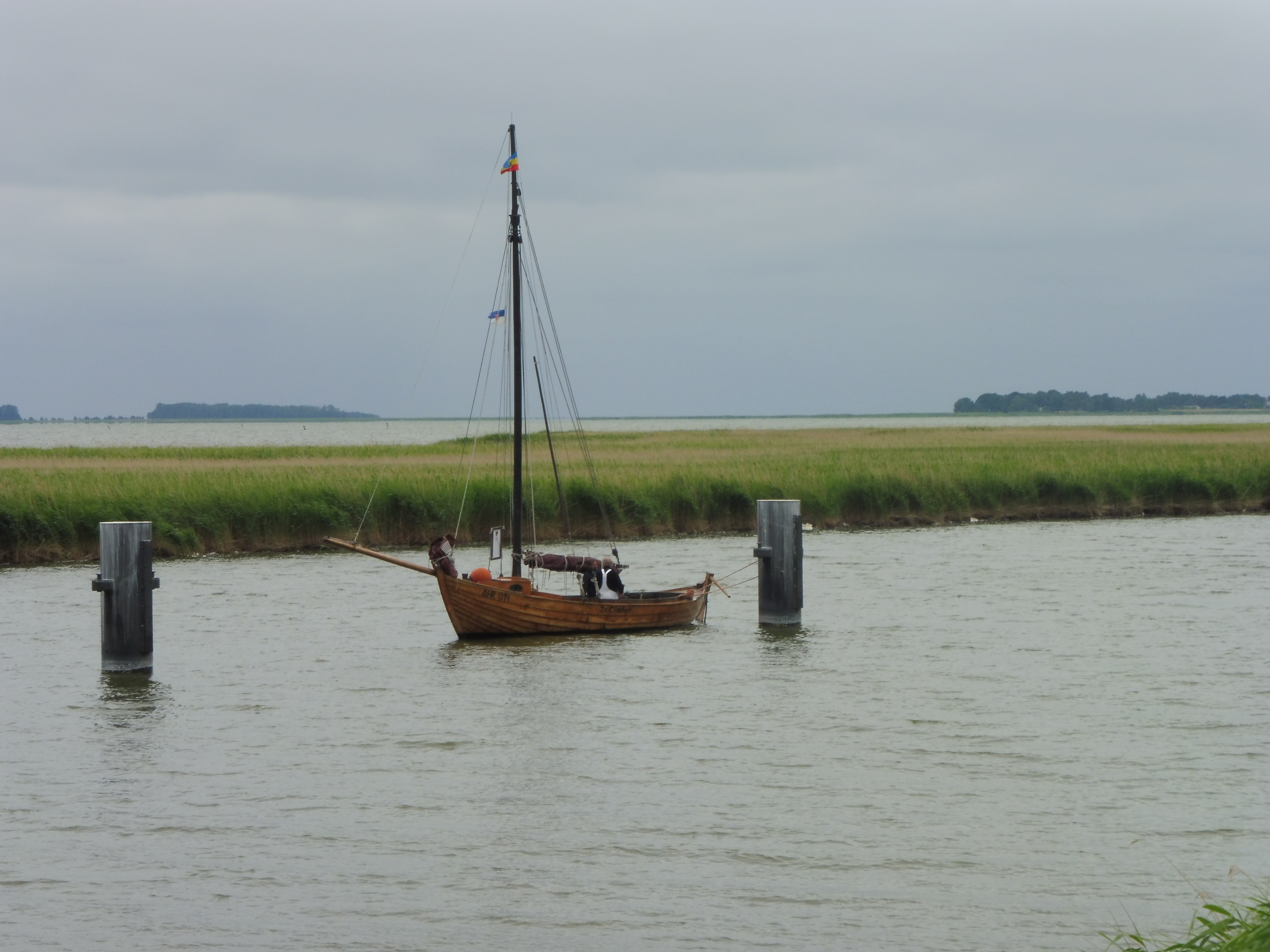
Meiningenstrom an der Westseite der Meiningenbrücke

Der Meiningenstrom ist eine Gewässerenge in Nordvorpommern.
Vom Westen verbindet sich der Bodstedter Bodden über den Meiningenstrom mit dem Zingster Strom, weiter in den Barther Bodden im Osten.

## Lage
Der Meiningenstrom verbindet den Zingster Strom mit dem Bodstedter Bodden. An der schmalsten Stelle wird er von der Meiningenbrücke mit der seit Jahrzehnten (1947) stillgelegten Darßbahn überquert; die Brücke wurde von 1965 bis 2012 für den Straßenverkehr genutzt. Für die Schifffahrt auf dem Meiningenstrom war das Brückenbauwerk mit einer Drehbrücke ausgestattet, die die Durchfahrt auf der Wasserstraße ermöglichte. Der drehbare Brückenteil wurde aus Verschleißgründen im geöffneten Zustand auf einem 2021 vorgefertigten Stützfundament arretiert. Seit 2012 wird der Straßenverkehr etwas weiter westlich über eine neue Behelfsbrücke über den Meinigenstrom, nach einem veröffentlichten Plan der Brückenöffnungszeiten, geleitet.

## Name
Zum Namen der Meiningen und ihrer Brücke schrieb Renate Herrmann-Winter: „Namengebend für die Brücke war die Meiningen. Möglicherweise handelt es sich bei dem Gewässernamen um niederländisch-friesischen Import oder Analogie des noch im 15. Jh. und später bei Ortsnamen und Flurnamen sehr produktiven ing-Suffixes. Das erste Wortglied des Grundwortes könnte – wie auch in den niederländischen Gewässernamen Minnewater, Minne oder Minstrom – zu altem germanischem -manni ,Wasser’ von lat. manare ,fließen’ gehören, das im Neuhochdeutschen zu ei diphthongiert wurde.“